# Précy-sous-Thil
Précy-sous-Thil település Franciaországban, Côte-d’Or megyében. Lakosainak száma 716 fő (2022. január 1.). Précy-sous-Thil Aisy-sous-Thil, Nan-sous-Thil, Roilly, Vic-sous-Thil és Le Val-Larrey községekkel határos.

## Népesség
A település népességének változása:
| Lakosok száma | 583  | 592  | 603  | 752  | 774  | 756  | 714  | 710  | 709  | 716  |
|               | 1968 | 1982 | 1990 | 2006 | 2013 | 2015 | 2017 | 2019 | 2020 | 2022 |